# Liste des stations de radio en Allemagne
Cette liste des stations de radio en Allemagne, répertorie toutes les stations de radio diffusant en Allemagne, d'abord triées par statut juridique, puis par aire de diffusion.
Les stations de radio qui sont uniquement recevables par câble ou par la diffusion en flux sont exclues de cette liste.

## Radios nationales

### Radios publiques
- Deutschlandfunk (FM, DAB, DVB-S)
- Deutschlandfunk Kultur (FM, DAB, DVB-S)
- Deutsche Welle (SW, DVB-S)
- Dokumente und Debatten (DAB, DVB-S)
- Deutschlandfunk Nova (DAB, DVB-S)

### Radios privées
- Absolut Relax (DAB+)
- Antenne Bayern
- Energy Digital (de) (DAB+)
- ERF Plus (FM, DVB-S, DVB-T, DAB+, DVB-C)
- ERF Pop (de) (DVB-S, DAB+)
- Klassik Radio (de) (FM, DVB-S, DAB+, DVB-C)
- Lulu.fm (DAB+)
- Radio B2 (de) (DAB+, DVB-S)
- Radio Bob (de) (FM, DAB+)
- Radio Horeb (de) (DVB-S, DVB-T, FM, DAB+)
- Radio Schlagerparadies (de) (DAB+)
- Radio Teddy (FM, DAB+)
- Rock Antenne (de) (FM, DVB-S, DAB+)
- RTL Radio (FM, DVB-S, DVB-C, DRM)
- Schwarzwaldradio (de) (FM, DAB+)
- Sunshine Live (de) (FM, DVB-S, DVB-T, DAB+, DVB-C)

## Radios régionales

### Radios publiques

#### Bayerischer Rundfunk(BR)
- Bayern 1 (FM, DAB, DVB-S, DVB-C)
- Bayern 2 (FM, DAB, DVB-S, DVB-C)
- Bayern 3 (de) (FM, DAB, DVB-S, DVB-C)
- BR24 (FM, DAB, DVB-S, DVB-C)
- BR24live (DAB, DVB-S, DVB-C)
- BR Heimat (de) (FM, DAB, DVB-S, DVB-C)
- BR-Klassik (FM, DAB, DVB-S, DVB-C)
- BR Schlager (de)(DAB, DVB-S, DVB-C)
- BR Verkehr (DAB)
- Puls (de) (DAB, DVB-S, DVB-C)

#### Hessischer Rundfunk(hr)
- hr1 (FM, DAB, DVB-S, DVB-C)
- hr2-kultur (FM, DAB, DVB-S, DVB-C)
- hr3 (FM, DAB, DVB-S, DVB-C)
- hr4 (FM, DAB, DVB-S, DVB-C)
- hr-info (FM, DAB, DVB-S, DVB-C)
- You FM (FM, DAB, DVB-S, DVB-C)

#### Mitteldeutscher Rundfunk(MDR)
- Stations régionales :
  - MDR Sachsen-Anhalt (FM, DVB-S, DVB-C)
  - MDR Sachsen (FM, DVB-S, DVB-C)
  - MDR Thüringen (FM, DVB-S, DVB-C)
- MDR aktuell (FM, DAB+, DVB-S, DVB-C)
- MDR Jump (de) (FM, DVB-S, DVB-C)
- MDR Klassik (DAB+, FM, DVB-S, DVB-C)
- MDR Kultur (FM, DVB-S, DVB-C)
- MDR Schlagerwelt (DAB+)
- MDR Sputnik (FM, DAB, DVB-S, DVB-C)
- Sorbischer Rundfunk (de) (FM)

#### Norddeutscher Rundfunk(NDR)
- NDR 1 :
  - NDR 1 Niedersachsen (FM, DAB, DVB-S, DVB-C) : depuis 2001 ; NDR 1 Radio Niedersachsen de 1981 à 2001
  - NDR 1 Radio MV (FM, DAB+, DVB-S, DVB-C)
  - NDR 1 Welle Nord (FM, DAB+, DVB-S, DVB-C)
  - NDR 90,3 (FM, DAB+, DVB-S, DVB-C)
- NDR 2 (FM, DAB+, DVB-S, DVB-C)
- NDR Blue (DAB+, DVB-S)
- NDR Info (FM, DAB+, DVB-S, DVB-C)
- NDR Info Spezial (DAB+, DVB-S, DVB-C, FM)
- NDR Kultur (FM, DAB+, DVB-S, DVB-C) : depuis 2003 ; NDR 3 de 1956 à 2000, Radio 3 de 2000 à 2003
- NDR Schlager (DAB+)
- N-Joy (de) (FM, DAB+, DVB-S, DVB-C)

#### Radio Bremen(RB)
- Bremen Eins (FM, DAB+, DVB-S, DVB-C)
- Bremen Zwei (FM, DAB+, DVB-S, DVB-C)
- Bremen Vier (FM, DAB+, DVB-S, DVB-C)
- Bremen COSMO (FM, DAB+, DVB-S, DVB-C)
- Bremen Next (DAB+, FM)

#### Rundfunk Berlin-Brandenburg(RBB)
- Antenne Brandenburg (FM, DVB-S, DVB-C)
- Fritz (FM, DVB-S, DVB-C)
- Rbb24 Inforadio (FM, DVB-S, DVB-C)
- Radio 3 (rbb) (FM, DVB-S, DVB-C)
- rbb 88.8 (FM, DVB-S, DVB-C)
- COSMO (FM, DAB+, DVB-S, DVB-C)
- Radio Eins (FM, DVB-S, DVB-C)
- Sorbischer Rundfunk (de) (FM)

#### Saarländischer Rundfunk(SR)
- Antenne Saar (DAB)
- SR 1 Europawelle (FM, DAB, DVB-S, DVB-C)
- SR Kultur (FM, DAB, DVB-S, DVB-C)
- SR 3 Saarlandwelle (FM, DAB, DVB-S, DVB-C)
- 103.7 UnserDing (FM, DAB)

#### Südwestrundfunk(SWR)
- Dasding (FM, DAB, DVB-S, DVB-C)
- SWR1 :
  - SWR1 Baden-Württemberg (FM, DAB, DVB-S, DVB-C)
  - SWR1 Rheinland-Pfalz (FM, DAB, DVB-S, DVB-C)
- SWR Kultur (FM, DAB, DVB-S, DVB-C)
- SWR3 (FM, DAB, DVB-S, DVB-C)
- SWR4 :
  - SWR4 Baden-Württemberg (FM, DVB-S, DVB-C)
  - SWR4 Rheinland-Pfalz (FM, DAB, DVB-S, DVB-C)
- SWR Aktuell (FM, DAB, DVB-S) : depuis 2017 ; SWR Info (FM, DAB, DVB-S, DVB-C) : de 2012 à 2017 ; SWR cont.ra de 2001 à 2012

#### Westdeutscher Rundfunk(WDR)
- 1LIVE (FM, DAB, DVB-S, DVB-C)
- 1LIVE diggi (DAB, DVB-S)
- COSMO (FM, DAB+, DVB-S, DVB-C)
- WDR 2 (FM, DAB, DVB-S, DVB-C)
- WDR 3 (FM, DVB-S, DVB-C)
- WDR 4 (FM, DVB-S, DVB-C)
- WDR 5 (FM, DVB-S, DVB-C)
- WDR Event (DAB, DVB-S, DVB-C)
- WDR Vera (MW, DAB)

### Radios privées par État

#### Bade-Wurtemberg
Tout l'État
- Antenne 1 (de) (FM)
- BigFM (Stuttgart) (FM, DAB+)
- Radio 7 (FM)
- Radio Regenbogen (de) (FM, DVB-S)
- LiveRadio (a cessé d'émettre en 2014)
- Radio Impala (FM, DAB+) (a cessé d'émettre en 2014).

Locales
- antenne 1 Neckarburg Rock & Pop (de) (FM)
- baden.fm (de) (FM)
- Die Neue 107.7 (de) (FM)
- Die neue Welle (de) (FM)
- Donau 3 FM (FM)
- Energy Stuttgart (FM)
- Hitradio Ohr (FM)
- Neckaralb Live (de) (FM)
- Das Neue Radio Seefunk (FM)
- Radio Ton (FM)
- Regenbogen Zwei (de) (FM)

#### Basse-Saxe
Tout l'État
- Antenne Niedersachsen (FM)
- Radio 21 (FM)
- Radio FFN (de) (FM, DVB-S)

Locales
- Meer Radio 88.0 (FM)
- Radio38 (FM)
- Radio 90.vier (FM)
- Radio Hannover (FM)
- Radio Mittelweser (FM)
- Radio Nordseewelle (FM)
- Radio Osnabrück (FM)

#### Bavière
Tout l'État
- Absolut Hot (DAB+)
- Antenne Bayern (FM, DVB-S, DAB+)
- EgoFM (DAB+, DVB-S, FM pas dans tout l'État)
- MagicStar (de) (DAB)
- Megaradio Bayern (DAB+)
- Radio Galaxy (DAB, FM pas dans tout l'État)
- Rock Antenne (de) (DAB, DVB-S, FM pas dans tout l'État)
- RT1 in the mix (de) (DAB)

Munich et ses environs
- 95.5 Charivari (de) (FM, DAB+)
- 106.4 Top FM (FM)
- Be4 Classic Rock (de) (DAB)
- Christliches Radio München (FM, DAB+)
- Energy München (FM, DAB+)
- LORA München (FM, DAB+)
- M94.5 (de) (FM, DAB+)
- Radio 2Day (FM, DAB+)
- Radio Arabella (FM, DAB+)
- Radio Feierwerk (FM, DAB+)
- Radio Gong 96.3 (FM, DAB+)

Nuremberg et ses environs
- AFK max (FM)
- Camillo 92,9 (de) (FM)
- Energy Nürnberg (de) (FM, DAB)
- Hit Radio N1 (FM)
- Jazztime Nürnberg (de) (FM)
- Pirate Gong (DAB)
- Pray 92,9 (FM)
- Radio AREF (FM)
- Radio Charivari 98.6 (de) (FM)
- Radio F (FM)
- Radio Gong 97,1 (FM)
- Radio Meilensteine (de) (FM, DAB)
- Radio Z (FM)
- Star FM (FM)
- Vil Radio (de) (FM, DAB)
- Smart Radio (DAB+)

#### Brandebourg(avecBerlin)
- 104.6 RTL (FM, DVB-T)
- 105'5 Spreeradio (FM, DVB-T)
- 89.2 Radio Potsdam (de)
- 94,3 rs2 (FM)
- 94.5 Radio Cottbus (de) (FM)
- 98.8 Kiss FM (de) (FM, DAB+)
- BB Radio (FM)
- Berliner Rundfunk 91.4 (FM)
- Elsterwelle (de) (FM)
- Energy Berlin (FM)
- Flux FM (de) (FM)
- HitRadio SKW (FM)
- Jack FM (Berlin) (de) (DAB+)
- Jam FM (FM, DVB-C)
- JazzRadio 106.8 (FM)
- Metropol FM (de) (FM, DVB-C)
- NPR Berlin (FM)
- Power Radio (de) (FM)
- Pure FM (de) (DAB+)
- Radio B2 (de) (FM, AM, DAB+)
- Radio Gold (de) (DAB+)
- Radio Frankfurt/Oder (FM)
- Radio Paloma (de) (DAB+, DVB-C)
- Radio Paradiso (FM)
- Radio Russkij Berlin (de) (FM)
- Radio Teddy (FM)
- Star FM (FM)
- The Wave (DVB-T)

#### Brême
- Energy Bremen (FM)
- Metropol FM Bremen (FM)
- Hit-Radio Antenne Bremen (FM)
- Radio 21 Bremen (FM)
- Radio Roland (FM)
- Radio Teddy Bremen (FM)

#### Hambourg
- 80s80s (DAB+)
- 917 xfm (FM)
- Alsterradio (FM)
- Energy Hamburg (FM)
- Oldie 95 (FM)
- Radio Hamburg (FM)
- Hamburg Zwei (FM)

#### Hesse
Tout l'État
- Absolut Hot (DAB+)
- Big FM (de) (FM, DVB-S)
- ERF (FM, DVB-S)
- harmony.fm (FM, DVB-S)
- Hit Radio FFH (FM, DVB-S)
- Main FM (FM)
- Planet radio (FM, DVB-S)
- Radio Bob (FM)

Régionales et locales
- Antenne Frankfurt (FM)

#### Mecklembourg-Poméranie-Occidentale
- 103.3 – Ihr Lokalradio (FM)
- 80s80s MV (FM)
- LOHRO (FM)
- Ostseewelle (FM)

#### Rhénanie-du-Nord-Westphalie
- 107.7 Radio Hagen
- Antenne AC
- Antenne Düsseldorf
- Antenne Münster
- Antenne Niederrhein
- Antenne Unna
- Domradio
- Hellweg Radio
- NE-WS 89.4
- Radio 700
- Radio 90,1 Mönchengladbach
- Radio 91.2
- Radio Berg
- Radio Bielefeld
- Radio Bochum
- Radio Bonn/Rhein-Sieg
- Radio Duisburg
- Radio Emscher Lippe
- Radio Ennepe Ruhr
- Radio Erft
- Radio Essen
- Radio Euskirchen
- Radio Gütersloh
- Radio Herford
- Radio Herne
- Radio Hochstift
- Radio Kiepenkerl
- Radio Köln
- Radio K.W.
- Radio Leverkusen
- Radio Lippe
- Radio Lippe Welle Hamm
- Radio MK
- Radio Mülheim
- Radio Neandertal
- Radio Oberhausen
- Radio RSG
- Radio RST
- Radio Rur
- Radio Sauerland
- Radio Siegen
- Radio Vest
- Radio WAF
- Radio Westfalica
- Radio WMW
- Radio Wuppertal
- Welle Niederrhein

#### Rhénanie-Palatinat
- Antenne Bad Kreuznach
- bigFM (FM)
- Cityradio Trier (FM)
- Rockland Radio (FM)
- RPR1 (FM)

#### Sarre
- Antenne West (FM, DAB)
- bigFM Saarland (FM, DAB)
- Classic Rock Radio (FM, DAB)
- Radio Homburg (FM)
- Radio Merzig (FM)
- Radio Neunkirchen (FM)
- Radio Saarbrücken (FM)
- Radio Salü (FM, DAB)

#### Saxe
- Apollo radio (FM)
- Elsterwelle (FM)
- Energy Sachsen (FM)
- Hitradio RTL Sachsen (FM)
- Radio Chemnitz (FM)
- Radio Dresden (FM)
- Radio Erzgebirge (FM)
- Radio Erzgebirge 107,7 (FM)
- Radio Lausitz (FM)
- Radio Leipzig (FM)
- Radio PSR (FM)
- R.SA (FM)
- Radio WSW (FM)
- Radio Zwickau (FM)
- Vogtland Radio (FM)

#### Saxe-Anhalt
- 1A Deutsche Hits (FM)
- 89.0 RTL (FM)
- 89.0 RTL In The Mix
- Radio Brocken (FM)
- Radio SAW (FM, DAB)
- Rockland Sachsen-Anhalt (FM)

#### Schleswig-Holstein
- delta radio (FM)
- R.SH (FM)
- Syltfunk (FM)

#### Thuringe
- Antenne Thüringen (FM)
- Landeswelle Thüringen (FM)
- Radio TOP 40 (FM)

### Radios associatives

#### Bade-Wurtemberg
- Bermudafunk (FM)
- Freies Radio Freudenstadt (FM)
- Freies Radio für Stuttgart (FM)
- Freies Radio Wiesental (FM)
- Querfunk (FM)
- Radio Dreyeckland (FM)
- Radio free FM (FM)
- Radio Kormista (FM)
- Radio Quer
- Radio StHörfunk (FM)
- Radio Wellenbrecher (FM)
- Wüste Welle (FM)

#### Bavière
- Camillo 92,9 (FM)
- Christliches Radio München (FM)
- LORA München (FM)
- Pray 92,9 (FM)
- Radio AREF (FM)
- Radio Feierwerk (FM)
- Radio Horeb (FM)
- Radio Meilensteine (FM)
- Radio Regenbogen (FM)
- Radio Z (FM)

#### Berlin
- 88vier
  - Alex
  - Pi Radio
  - Colaboradio
  - Studio Ansage
  - Freies Radio Potsdam
- NPR Berlin

#### Bremen
- Radio Weser.TV (FM)

#### Hambourg
- Freies Sender Kombinat (FM)
- Tide 96,0 (FM)

#### Hesse
- Freies Radio Kassel (FM)
- Radio Darmstadt (FM)
- Radio Rheinwelle (FM)
- Radio Rüsselsheim (FM)
- Radio Unerhört Marburg (FM)
- Radio X (FM)
- RundFunk Meißner (FM)

#### Mecklembourg-Poméranie-Occidentale
- LOHRO (FM)
- NB-Radiotreff 88.0 (FM)
- radio 98eins (FM)
- Welle Kummerower See (FM)

#### Basse-Saxe
- Ems-Vechte-Welle (FM)
- LeineHertz 106einhalb (FM)
- Oldenburg eins (FM)
- osradio 104,8 (FM)
- Radio Aktiv (FM)
- Radio Jade (FM)
- Radio Marabu (FM)
- Radio Okerwelle (FM)
- Radio Ostfriesland (FM)
- Radio Tonkuhle (FM)
- Radio Weser.TV Umland von Bremen (FM)
- Radio Weser.TV Wesermündung (FM)
- Radio ZuSa (FM)
- StadtRadio Göttingen (FM)
- Sturmwellensender (FM)

#### Rhénanie-du-Nord-Westphalie
- AJZ-Radiogruppe (FM)
- Antenne Bethel (FM)
- Bootbox Bielefeld (FM)
- Bürgerfunk im Bergischen Land (FM)
- Düsselwelle (FM)
- Freies Radio Paderborn (FM)
- Radio Joystick (FM)
- Radio MikroWelle (FM)
- Medienforum Münster (FM)
- Neue Essener Welle (FM)
- Radio Rosa Rauschen (FM)

#### Saxe
- 99drei Radio Mittweida (FM)
- coloRadio (FM)
- mephisto 97.6 (FM)
- Radio Blau (FM)
- Radio T (FM)

#### Saxe-Anhalt
- Radio Corax (FM)
- Radio HBW (FM)

#### Schleswig-Holstein
- Freie RadioCooperative (FM)
- Offener Kanal Kiel/ Kiel FM (FM)
- Offener Kanal Lübeck (FM)
- Offener Kanal Westküste (FM)

#### Thuringe
- Radio Enno
- Radio F.R.E.I.
- Radio Funkwerk
- Radio hsf
- Radio Jena
- Radio Lotte Weimar
- Offener Kanal Nordhausen
- Wartburg-Radio 96,5
- SRB

### Radio de campus

#### Bade-Wurtemberg
- horads 88,6, Stuttgart
- Radioaktiv, Mannheim/Heidelberg (UKW)
- Bermudafunk, Mannheim/Heidelberg
- Der junge Kulturkanal, Karlsruhe
- Radio KIT, Karlsruhe (UKW)
- echo-fm 88,4, Fribourg

#### Bavière
- AFK M94.5 (FM)
- AFK max (FM)
- bit eXpress (DRM, DVB-H, DVB-T)
- Kanal C (FM)

#### BerlinetBrandebourg
- CouchFM (FM)

#### Rhénanie-du-Nord-Westphalie
- bonnFM
- CampusFM
- CT das radio
- eldoradio* (FM)
- Hertz 87,9 (FM)
- Hochschulradio Aachen (FM)
- Hochschulradio Düsseldorf (FM)
- Kölncampus (FM)
- L’UniCo (FM)
- Radio Q (FM)
- Radio Triquency (FM)
- Radius 92.1 Siegen

#### Saxe
- 99drei Radio Mittweida (FM)
- mephisto 97.6 (FM)

## Autres radios

### Radios de forces armées en Allemagne
- American Forces Network (MW, FM)
- British Forces Broadcasting Service (FM)
- Radio Forces Françaises de Berlin (FM)

### Radios étrangères diffusées en Allemagne
- BBC World Service (FM)
- National Public Radio (FM)
- Radio France internationale (FM)
- Radio Free Europe (SW)
- La Voix de la Russie (MW)
- RTL Radio (MW)